# سيادة (وراثة)

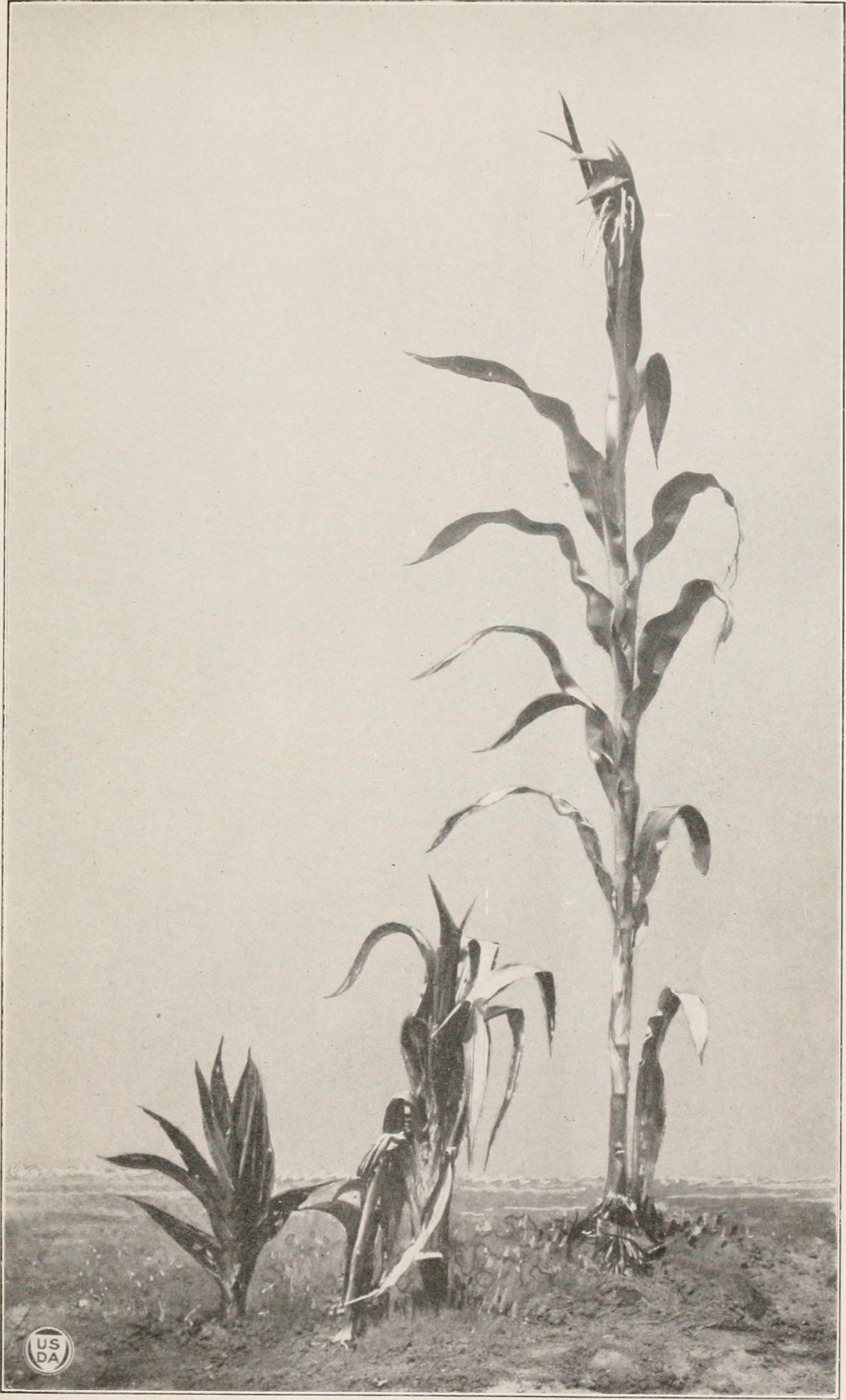
وراثة التقزم في نبات الذُرَة. تبين أن هناك اختلافات في ارتفاعات النباتات من الأبوين و الهجين F1 متخالف (وسط).

السيادة الوراثية في علم الوراثة هي علاقة بين أليلات مورثة ما، حيث أن أليلًا واحدًا يظهر على حساب أليل آخر في الموقع الكروموسومي ذاته. الأليل الأول يسمى سائدًا والأليل الثاني يسمى متنحيًا.
بالنسبة لأي صبغي جسمي (أي صبغي ما عدا الصبغي الجنسي)، فإن كل أليل والصفات المرتبطة به إما أن تكون صبغية جسمية سائدة أو تكون صبغية جسمية متنحية.
بالنسبة للصبغيات الجنسية والصفات المتعلقة بها، فإما أن تكون سائدة مرتبطة بالصبغي X، أو متنحية مرتبطة بالصبغي X، أو مرتبطة بالصبغي Y، وتتميز بنماذج وراثية وظاهرية تعتمد على جنس كل من الوالدين والطفل (اقرأ الترابط الجنسي). نظرًا لوجود نسخة وحيدة من الصبغي Y فقط، لا يمكن للصفات المرتبطة بهذا الصبغي أن تكون سائدة أو متنحية. علاوةً على ذلك، توجد أنماط أخرى من السيادة، مثل السيادة الناقصة، والتي يكون فيها تأثير أليل المورثة جزئيًا مقارنةً بتأثيره عندما يتواجد على كلا الصبغيين، والسيادة المشتركة، التي تُظهر فيها الألائل المختلفة على كلا الصبغيين الصفات المرتبطة بها في آن واحد.
لا تكون السيادة متأصلة في أليل ما أو الصفات المرتبطة به (نمطه الظاهري)، وإنما تُعتبر تأثيرًا نسبيًا محصورًا بين أليلي مورثة ما أيًا كانت وظيفتها، فقد يكون الأليل الواحد سائدًا على أليل ثانٍ للمورثة ذاتها، ومتنحيًا لأليل ثالث ومتشاركًا بالسيادة مع آخر رابع، بالإضافة إلى أن الأليل الواحد قد يكون سائدًا فيما يخص نمطًا ظاهريًا واحدًا دونًا عن الأنماط الأخرى.
السيادة مفهوم أساس في الوراثة المندلية وعلم الوراثة الكلاسيكي. تُستخدم الأحرف ومربعات بانيت لتوضيح مبادئ السيادة، ومن المتفق على نطاق واسع استخدام الأحرف الكبيرة للألائل السائدة والصغيرة للمتنحية. تُعتبر وراثة شكل بذور البازلاء مثالًا كلاسيكيًا على السيادة، فقد تكون مدوّرة مرتبطة بالأليل R، أو مجعدة مرتبطة بالأليل r، وفي هذه الحالة يُحتمل وجود ثلاث توليفات من الألائل (الأنماط الوراثية)، وهي RR، وRr، وrr. يُنتج النمط الوراثي RR (متماثل الألائل) بازلاء مدوّرة، بينما يعطي النمط rr بازلاء مجعدة، أما في النمط الوراثي Rr (متغاير الألائل)، يحجب الأليل R وجود نظيره r، ما يُنتج أيضًا بازلاء مدوّرة، وبالتالي يُعتبر الأليل R سائدًا على الأليل r، والأخير متنحيًا للأول.
تختلف السيادة عن الروكبة، والتي تتمثل بكبت أليل مورثة ما تأثير ألائل مورثة مختلفة.

## خلفية
كان غريغور يوهان مندل الملقب بـ«أبي الوراثيات» أول من قدم مفهوم السيادة، ورغم أنه استخدم هذا المصطلح لأول مرة في ستينيات القرن التاسع عشر، فإنه لم ينتشر على نطاق واسع حتى أوائل القرن العشرين. لاحظ مندل وجود نمطين ظاهريين متفردين لدى العديد من صفات بازلاء الحديقة المتعلقة بمظهر البذور، وقرون البذور والنباتات، مثل البذور المدوّرة مقابل المجعدة، والصفراء مقابل الخضراء، والأزهار الحمراء مقابل البيضاء، أو النباتات الطويلة مقابل القصيرة. أنتجت النباتات عندما جرت مناسلتها بشكل منفصل الأنماط الظاهرية نفسها دومًا، ولكن عندما هُجّنت بسلالات ذات أنماط ظاهرية مختلفة، لم يظهر إلا نمط واحد من الأنماط الظاهرية الأبوية لدى النسل (أخضر، أو مدوّر، أو أحمر أو طويل)، ولكن عندما هُجّنت هذه النباتات الهجينة نفسها، أظهرت أنسالها نمطين ظاهريين أصليين، بنسبة مميزة قدرها 3:1، وقد عاد النمط الظاهري الغالب للنباتات الأبوية الهجينة. استنتج مندل أن كلًا من الأبوين في عملية التهجين الأولى كان متماثل الألائل، ولكن ألائله اختلفت عن الآخر (أي كان النمط الوراثي لأحد الأبوين AA، والآخر aa)، وبالتالي ساهم كل منهما بأليل واحد في النسل، فكان جميع أفراد هذا النسل متغايري الألائل (Aa)، وساد أحد هذين الأليلين على الآخر: فكبت A نظيره a. سينتج بالتالي عن التهجين الأخير بين زيجوتين متغايري الألائل (Aa مع Aa) الأنماط الوراثية التالية: AA، Aa وaa بالنسبة الوراثية 1:2:1، فيبدي أول نمطين منهما النمط الظاهري الخاص بالأليل السائد (A) بينما يعبر الأخير عن النمط الظاهري الخاص بـ(a)، فتنتج النسبة الظاهرية 3:1.
لم يستخدم مندل أيًا من مصطلحات المورثة، أو الأليل، أو النمط الظاهري، أو النمط الوراثي، أو متماثل الألائل أو متغاير الألائل، فقد قُدمت جميعها لاحقًا، ولكنه قدّم بالفعل رموز الأحرف الكبيرة والصغيرة للدلالة على الألائل السائدة والمتنحية على التوالي، ولا تزال تُستخدم حتى اليوم.
في عام 1928، اقترح عالم الوراثيات السكانية البريطاني رونالد فيشر أن السيادة تعمل اعتمادًا على الاصطفاء الطبيعي من خلال مساهمة المورثات المعدِّلة، ورد عليه عالم الوراثيات الأمريكي سيوال رايت عام 1929 بقوله إن السيادة هي ببساطة نتيجة فيزيولوجية للسبل الاستقلابية والمورثات المتعلقة بها، وقد أصبح تفسير رايت حقيقة ثابتة في علم الوراثة، ولكن قد تتأثر سيادة بعض الصفات بالآليات التطورية.

## السيادة

### سيادة تامة
في السيادة التامة، يحجب تأثير أحد الأليلين في النمط الوراثي متغاير الألائل تأثير الآخر بشكل تام، فيُعتبر الأليل الحاجب سائدًا على الآخر، والأليل المحجوب متنحيًا للأول، وبالتالي تعني السيادة التامة أن النمط الظاهري للزيجوت متغاير الألائل مطابق تمامًا لذاك الخاص بالزيجوت السائد متماثل الألائل.

### سيادة ناقصة
تحدث السيادة الناقصة (والتي تدعى أيضًا بالجزئية أو المتوسطة أو النصفية) عندما يكون النمط الظاهري للزيجوت متغاير الألائل مختلفًا عن الأنماط الظاهرية للزيجوتات متماثلة الألائل (وغالبًا وسطيًا بينها)، فعلى سبيل المثال، يكون اللونان الأحمر والأبيض لزهرة نبات أنف العجل متماثلي الألائل، فعندما تُناسل الزهرة الحمراء متماثلة الألائل مع الزهرة البيضاء متماثلة الألائل، تنتج زهرة وردية، وهي محصلة للسيادة الناقصة.

### سيادة مشتركة
تحدث السيادة المشتركة عندما تتجلى مساهمة كلا الأليلين في النمط الظاهري.
على سبيل المثال، في نظام الزمرة الدموية (ABO)، تتحكم ثلاثة ألائل بالتعديل الكيميائي لغليكوبروتين (المستضد H) على أسطح كريات الدم، ويتشارك أليلان منهما بالسيادة بالنسبة لبعضهما (IA و IB)، ويسودان على الأليل المتنحي (i) في موضع المورثة (ABO). يُنتج الأليلان IA و IBتعديلات مختلفة، إذ يضيف الإنزيم الذي يرمز له الأليل IA N-أسيتيل-غالاكتوزأمين للمستضد H المرتبط بالغشاء، بينما يضيف إنزيم الأليل  IBمركب غالاكتوز، أما الأليل i فلا يعطي أي تعديلات، وبالتالي يكون كلا الأليلين IA و IBسائدًا عليه (فالأفراد الحاملون لأي من النمطين الوراثيين IAIA و IAi تكون زمرتهم الدموية A، والأفراد الحاملون لأي من النمطين الوراثيين IBIB و  IBiتكون زمرتهم الدموية B، ولكن أصحاب النمط الوراثي  IAIBيمتلكون كلا التعديلين على خلاياهم الدموية، وبالتالي تكون زمرتهم الدموية من النمط AB، لذا يُعتبر الأليلان IA و IB سائدين مشتركين.